# Johann Georg Forchhammer

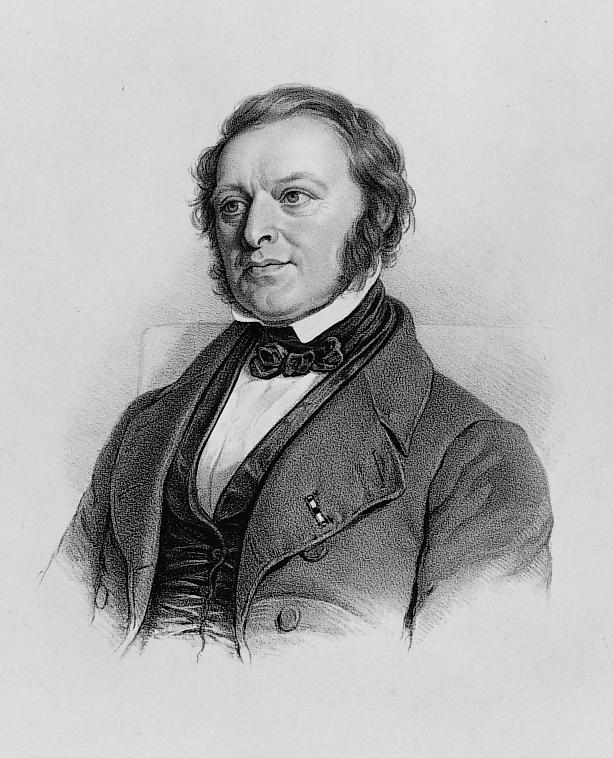
Johann Georg Forchhammer

Johann Georg Forchhammer (* 26. Juli 1794 in Husum; † 14. Dezember 1865 in Kopenhagen) war ein dänischer Mineraloge und Geologe.

## Leben
Johann Georg Forchhammer war ein Sohn des Lehrers Johann Ludolph Forchhammer und seiner Ehefrau Margaretha Elisabeth. Einer seiner Brüder war Peter Wilhelm Forchhammer.
Von 1815 bis 1818 studierte er in Kiel und Kopenhagen. Er begleitete Hans Christian Ørsted (1777–1851) und Lauritz Esmarch (1765–1842) bei der mineralogischen Untersuchung von Bornholm. 1820 promovierte er in Kiel zum Dr. phil. mit einer Arbeit Über Mangan. 1822 wurde er an der Universität Kopenhagen Dozent und 1823 Lektor der Chemie und Mineralogie. Ab 1825 war er Mitglied der Königlich Dänischen Akademie der Wissenschaften. 1829 wurde er Professor für Chemie und Mineralogie an der neu gegründeten polytechnischen Schule und Professor für Mineralogie an der Seeakademie in Kopenhagen. 1835–37 publizierte er zahlreiche Werke zur Geologie Dänemarks und Skandinaviens. 1848 wurde er Kurator des Geologischen Museums. Um 1850 arbeitete er mit Japetus Steenstrup (1813–1897) und Jens Jacob Asmussen Worsaae (1821–1885) an dem Thema Kökkenmöddinger. Nach dem Tod Ørsteds übernahm er 1851 dessen Posten als Direktor der polytechnischen Schule und Sekretär der Akademie. 1857 wurde er zum auswärtigen Mitglied der Göttinger Akademie der Wissenschaften und 1860 zum Mitglied der Leopoldina gewählt. 1862 wurde er in die American Philosophical Society aufgenommen. 1865 publizierte er ein Werk über die Zusammensetzung des Seewassers, das als ein Meilenstein der chemischen Ozeanographie gilt. Er führte den Begriff Salinität ein und identifizierte im Seewasser bereits 27 Elemente. Er behauptete, dass die Salinität in den einzelnen Meeren zwar variiere, die relativen Mengenverhältnisse der einzelnen Bestandteile aber konstant blieben.

## Auszeichnungen
- Titel Etatsrat 1851
- Titel Konferenzrat 1857
- Dannebrogorden:
  - Ritter 1836
  - Dannebrogsmann 1854
  - Kommandeur 1860